# Encyclopédie de l'histoire de l'Ukraine
L'Encyclopédie de l'histoire de l'Ukraine (ukrainien : Енциклопедія історії України , Entsyklopediïa istoriï Oukraïny), abrégé EHU en anglais, est une encyclopédie nationale en plusieurs volumes de l'Ukraine. Il s'agit d'un projet académique de l'Institut d’histoire de l’Ukraine de l'Académie nationale des sciences d'Ukraine. Aujourd'hui, l'ouvrage de référence est disponible en édition imprimée et en ligne.
L'encyclopédie fournit des informations sur des personnalités publiques éminentes, des scientifiques, des personnalités de la culture et de l'art, de l'éducation, les principaux événements historiques de l'Ukraine, caractérise la vie des Ukrainiens dans d'autres États, fournit des informations sur des personnalités éminentes de la planète, d'une manière ou d'une autre lié à l'Ukraine (ce lien se reflète dans les articles et sur les scientifiques qui ont considérablement influencé le développement de la science historique. UMI est le travail d'une grande équipe de scientifiques ukrainiens, qui a résumé la réalisation de l'historiographie nationale.